# Средец (община)
Вижте пояснителната страница за други значения на Средец.
Община Средец се намира в Югоизточна България и е една от съставните общини на област Бургас.

## География

### Географско положение, граници, големина
Общината се намира в югозападната част на област Бургас. С площта си от 1149,878 km2 е най-голямата сред 13-те общини на областта, което съставлява 14,84% от територията на областта. Община Средец е и една от най-големите в страната като заема 6-о място от всичките 265 общини на България. Границите ѝ са следните:
- на север – община Карнобат;
- на североизток – община Камено;
- на изток – община Созопол;
- на югоизток – община Малко Търново;
- на северозапад – община Стралджа от област Ямбол;
- на запад – община Болярово от област Ямбол;
- на юг – Република Турция.

### Релеф, води, природни и исторически забележителности

#### Релеф
Релефът на общината е разнообразен, като в южната част е преобладаващо хълмист и ниско планински, а в северната – равнинен. Около 2/3 от територията на общината, на юг от долината на Средецка река се заема от най-северните разклонения на планината Странджа. На юг от долината на Факийска река се издига същинското било на планината, като тук, южно от село Белеврен, на границата с Република Турция височината достига до 680 m. На югоизток от долината на Факийска река попадат най-западните разклонения на странджански рид Босна с височина до 492 m. Между Факийска река на юг и Средецка река на север се простира най-северния странджански рид Каратепе с максимална височина връх Сарлъка (473 m). В най-западната част на общината, в землищата на селата Загорци и Кубадин попадат най-югоизточните разклонения на възвишението Бакаджици с височина до 263 m, северно от Кубадин. Останалата 1/3 от общината, в северна ѝ част е заета от хълмистите югозападни части на Бургаската низина, като тук в района на язовир Мандра е и най-ниската ѝ точка – 4,5 m н.в.

#### Води
Цялата територия на общината попада в Черноморския водосборен басейн. Най-голямата река в общината е Средецка река (средното и долното ѝ течение), която протича от югозапад на североизток по южната периферия на Бургаската низина, на границата ѝ с най-северния странджански рид Каратепе. Тук тя получава два основни притока: Господаревска река (ляв) и Каракютючка река (десен). В югоизточната част на общината, също от югозапад на североизток протича втората по големина река в общината – Факийска река с най-големия си приток Белевренска река (десен). Във водосборния басейн на Господаревска река има изградени няколко по-големи микроязовира (Зорница 1, Зорница 2, Суходол и др.), водите на които се използват главно за напояване.

#### Природни и исторически забележителности
Община Средец е богата на природни и исторически забележителности, по-известни от които са:
- археологическия комплекс на античния римски град Деултум, разположен южно от село Дебелт;
- защитената местност „Белия камък“ (451 ха), в долината на Факийска река, в землищата на селата Варовник и Богданово;
- средновековната крепост „Близнашко кале“, на 2,7 km югоизточно от село Варовник;
- Голямобуковският манастир „Живоприемний източник“, на 4 km източно от село Голямо Буково;
- туристическия комплекс „Божура“, на 7 km южно от град Средец.

## Население
Население на община Средец през годините, според данни на НСИ:
| Година | Население |
| 2010   | 15 975    |
| 2011   | 14 820    |
| 2012   | 14 959    |
| 2013   | 14 867    |
| 2014   | 14 812    |
| 2015   | 14 969    |
| 2016   | 14 842    |
| 2017   | 14 727    |
| 2018   | 14 495    |
| 2019   | 14 265    |
| 2020   | 14 287    |
| 2021   | 14 000    |
| 2022   | 12 907    |
| 2023   | 12 939    |

### Раждаемост, смъртност и естествен прираст
Раждаемост, смъртност и естествен прираст през годините, според данни на НСИ:
|                   | 2008 | 2009 | 2010 | 2011 | 2012 | 2013 | 2014 | 2015 | 2016 | 2017 | 2018 | 2019 | 2020 | 2021 | 2022 | 2023 |
| Раждаемост        | 165  | 223  | 174  | 177  | 165  | 150  | 167  | 165  | 176  | 164  | 138  | 146  | 150  | 128  | 118  | 150  |
| Смъртност         | 371  | 316  | 359  | 356  | 341  | 355  | 351  | 323  | 286  | 307  | 314  | 318  | 332  | 362  | 309  | 254  |
| Естествен прираст | -206 | -93  | -185 | -179 | -176 | -205 | -184 | -158 | -110 | -143 | -176 | -172 | -182 | -234 | -191 | -104 |

Коефициент на раждаемост, смъртност и естествен прираст през годините, според данни на НСИ (средно на 1000 души, в ‰):
|                   | 2008  | 2009 | 2010  | 2011  | 2012  | 2013  | 2014  | 2015  | 2016 | 2017 | 2018  | 2019  | 2020  | 2021  | 2022  | 2023 |
| Раждаемост        | 10.0  | 13.7 | 10.9  | 11.9  | 11.0  | 10.1  | 11.3  | 11.0  | 11.9 | 11.1 | 9.5   | 10.2  | 10.5  | 9.1   | 9.1   | 11.6 |
| Смъртност         | 22.6  | 19.4 | 22.5  | 24.0  | 22.8  | 23.9  | 23.7  | 21.6  | 19.3 | 20.9 | 21.7  | 22.3  | 23.2  | 25.9  | 23.9  | 19.6 |
| Естествен прираст | -12.5 | -5.7 | -11.6 | -12.1 | -11.8 | -13.8 | -12.4 | -10.6 | -7.4 | -9.8 | -12.2 | -12.1 | -12.7 | -16.8 | -14.8 | -8.0 |

### Етнически състав
Численост и дял на етническите групи според преброяването на населението през 2011 г.:
|                     | Численост | Дял (в %) |
| Общо                | 14 934    | 100.00    |
| Българи             | 10 912    | 73.06     |
| Цигани              | 2063      | 13.81     |
| Турци               | 230       | 1.54      |
| Други               | 68        | 0.45      |
| Не се самоопределят | 47        | 0.31      |
| Неотговорили        | 1614      | 10.80     |

### Населени места
Общината има 33 населени места (32 села и град) с общо население 13 145 жители 7 септември 2021 г.
| Населено място | Население (2021 г.) | Площ на землището km2 | Забележка (старо име)                                        | Населено място | Население (2021 г.) | Площ на землището km2 | Забележка (старо име)                                                                                          |
| -------------- | ------------------- | --------------------- | ------------------------------------------------------------ | -------------- | ------------------- | --------------------- | --- |
| Белеврен       | 6                   | 42,973                |                                                              | Кирово         | 31                  | 51,631                | Мадлеш (до 1950 г.)                                                                                            |
| Белила         | 27                  | 20,348                |                                                              | Кубадин        | 47                  | 28,498                | Копадина (до 1934 г.)                                                                                          |
| Бистрец        | 87                  | 31,205                | Бююк бунар (до 1934 г.)                                      | Малина         | 51                  | 16,657                | Харман къръ (до 1934 г.)                                                                                       |
| Богданово      | 44                  | 61,733                | Българско алагюн (до 1934 г.)                                | Момина църква  | 215                 | 82,738                | Къзъ клисе (до 1934 г.), Момина църква (от 1934 г. до 1951 г. и от 1994 г.), Желязково (от 1951 г. до 1994 г.) |
| Варовник       | 5                   | 42,278                | Турско алагюн (до 1934 г.), Богданци (от 1934 г. до 1951 г.) | Орлинци        | 354                 | 24,009                | Орхан кьой (до 1934 г.), Орханово (от 1934 г. до 1980 г.)                                                      |
| Вълчаново      | 51                  | 42,546                | Тагар кьой (до 1934 г.), Тагарево (от 1934 г. до 1978 г.)    | Проход         | 51                  | 23,004                | Дервент дере (до 1934 г.)                                                                                      |
| Голямо Буково  | 48                  | 36,320                | Коджа бук (до 1934 г.)                                       | Пънчево        | 20                  | 26,638                | Кара кютюк (до 1934 г.)                                                                                        |
| Горно Ябълково | 22                  | 32,178                | Горно Алмалии (до 1934 г.)                                   | Радойново      | 31                  | 16,366                | Боклуджа (до 1906 г.), Кирил (от 1906 г. до 1950 г.)                                                           |
| Гранитец       | 9                   | 13,253                | Реджеп махле (до 1934 г.), Троица (от 1934 г. до 1952 г.)    | Росеново       | 16                  | 26,585                | Гюрге бунар (до 1934 г.)                                                                                       |
| Граничар       | 11                  | 25,970                | Тикенджа (до 1934 г.)                                        | Светлина       | 225                 | 26,717                | Бей махле (до 1934 г.), Господарево (от 1934 г. до 1951 г.)                                                    |
| Дебелт         | 1965                | 49,318                | Акезлии, Якезлии (до 1934 г.)                                | Синьо камене   | 11                  | 21,161                | Юмрук кая (до 1934 г.)                                                                                         |
| Долно Ябълково | 16                  | 29,539                | Долно Алмалии (до 1934 г.)                                   | Сливово        | 77                  | 30,158                | |
| Драка          | 49                  | 28,510                |                                                              | Средец         | 7881                | 63,216                | Карабунар (до 1934 г.), Средец (от 1934 г. до 1950 г. и от 1993 г.), Грудово (от 1950 г. до 1993 г.)           |
| Драчево        | 524                 | 33,474                | Кърк чалъ (до 1934 г.)                                       | Суходол        | 91                  | 29,952                | Куру дере (до 1934 г.)                                                                                         |
| Дюлево         | 391                 | 49,390                | Айваджик (до 1934 г.)                                        | Тракийци       | 2                   | в з-щето на с. Кирово | Осман баир (до 1925 г.), Лесково (от 1925 г. до 1950 г.)                                                       |
| Загорци        | 232                 | 23,554                | Шабан къръ (до 1934 г.)                                      | Факия          | 311                 | 73,170                | |
| Зорница        | 244                 | 46,789                | Топузлари (до 1934 г.)                                       | ОБЩО           | 13145               | 1149,878              | 1 населено място без землище                                                                                   |

## Административно-териториални промени
- Указ № 462/обн. 21.12.1906 г. – преименува с. Боклуджа на с. Кирил;
- Указ № 18/обн. 09.02.1925 г. – признава н.м. Осман баир за с. Лесково;

МЗ № 2820/обн. 14.08.1934 г. – преименува с. Бююк бунар на с. Бистрец;
– преименува с. Българско Алагюн на с. Богданово;
– преименува с. Турско Алагюн на с. Богданци;
– преименува с. Коджа бук на с. Голямо Буково;
– преименува с. Горно Алмалии на с. Горно Ябълково;
– преименува с. Бей махле на с. Господарево;
– преименува с. Тикенджа на с. Граничар;
– преименува с. Акезлии (Якезлии) на с. Дебелт;
– преименува с. Долно Алмалии на с. Долно Ябълково;
– преименува с. Кърк чалъ на с. Драчево;
– преименува с. Айваджик на с. Дюлево;
– преименува с. Шабан къръ на с. Загорци;
– преименува с. Топузлари на с. Зорница;
– преименува с. Копадина на с. Кубадин;
– преименува с. Харман къръ на с. Малина;
– преименува с. Къзъ клисе на с. Момина църква;
– преименува с. Орхан кьой на с. Орханово;
– преименува с. Дервент дере на с. Проход;
– преименува с. Кара кютюк на с. Пънчево;
– преименува с. Герге бунар на с. Росеново;
– преименува с. Юмрук кая на с. Синьо камене;
– преименува с. Карабунар на с. Средец;
– преименува с. Куру дере на с. Суходол;
– преименува с. Тагар кьой на с. Тагарево;
– преименува с. Реджеп махле на с. Троица;
- Указ № 45/обн. 08.02.1950 г. – преименува с. Кирил на с. Радойново;
- Указ № 236/обн. 28.05.1950 г. – преименува с. Средец на с. Грудово;
- Указ № 290/обн. 23.06.1950 г. – преименува с. Лесково на с. Тракийци;
- Указ № 567/обн. 31.10.1950 г. – преименува с. Мадлеш на с. Кирово;
- Указ № 107/обн. 13.03.1951 г. – преименува с. Богданци на с. Варовник;

– преименува с. Момина църква на с. Желязково;
- Указ № 557/обн. 23.11.1951 г. – преименува с. Господарево на с. Светлина;
- Указ № 183/обн. 18.04.1952 г. – преименува с. Троица на с. Гранитец;
- Указ № 38/обн. 02.02.1960 г. – признава с. Грудово за гр. Грудово;
- Указ № 1521/обн. 24.10.1975 г. – заличава с. Тракийци;
- указ № 1060/обн. ДВ бр.43/02.06.1978 г. – преименува с. Тагарево на с. Вълчаново;
- указ № 519/обн. ДВ бр. 26/01.04.1980 г. – преименува с. Орханово на с. Орлинци;
- Указ № 1647/обн. ДВ бр.64/1981 г. – отделя с. Дебелт и землището му от община Камено и го присъединява към община Средец;
- Указ № 2/обн. ДВ бр.5/19 януари 1993 г. – възстановява старото име на гр. Грудово – гр. Средец;

– преименува община Грудово на община Средец;
- Указ № 22/обн. 01.02.1994 г. – възстановява старото име на с. Желязково – с. Момина църква;
- Указ № 109/обн. ДВ бр. 49/07.06.1996 г. – възстановява заличеното през 1975 г. с. Тракийци;
- Указ № 257/обн. ДВ бр.57/11.07.1997 г. – отделя с. Зорница и землището му от община Стралджа, област Ямбол и го присъединява към община Средец, област Бургас;

## Транспорт
През общината преминават частично 7 пътя от Републиканската пътна мрежа на България с обща дължина 134.1 km:
- последният участък от 29,3 km от Републикански път II-53 (от km 182,8 до km 212,1);
- участък от 33,8 km от Републикански път II-79 (от km 39,5 до km 73,3);
- началният участък от 9,2 km от Републикански път III-539 (от km 0 до km 9,2);
- началният участък от 28,7 km от Републикански път III-795 (от km 0 до km 28,7);
- крайният участък от 20,9 km от Републикански път III-908 (от km 19,1 до km 40,0);
- началният участък от 3,2 km от Републикански път III-7907 (от km 0 до km 3,2);
- началният участък от 9 km от Републикански път III-7908 (от km 0 до km 9,0).

## Топографска карта
- Лист от карта K-35-54. Мащаб: 1 : 100 000.
- Лист от карта K-35-55. Мащаб: 1 : 100 000.
- Лист от карта K-35-66. Мащаб: 1 : 100 000.
- Лист от карта K-35-67. Мащаб: 1 : 100 000.